# Izvanosjetilno opažanje
Izvanosjetilno opažanje ili izvanosjetlina percepcija (eng. Extrasensory perception, ESP), sposobnost zapažanja ili percipiranja nečeg osjetilima koja ne obuhvaćaju spektar normalnih ljudskih osjetila. Pojam je skovao američki parapsiholog Joseph Banks Rhine za označavanje neobičnih psihičkih sposobnosti poput telepatije i vidovitosti. Tradicionalno, takve psihičke sposobnosti grupiraju se u pojam "šesto čulo".